# Mixine
Mixinele (clasa Myxini sau Hyperotreti) (din greaca myxa = mucus nazal) sunt animale în formă de țipar care produc din abundență mucus. Sunt singurele animale extante cunoscute care au craniu, dar nu au coloană vertebrală. Laolaltă cu chișcarii, ei nu au maxilare și sunt considerați „fosile vii”; sunt bazali în cadrul vertebratelor, iar mixinele actuale seamănă cu cei de acum 300 de milioane de ani.
Clasificarea mixinelor a fost întotdeauna controversată. Problema este dacă mixinele sunt un fel de pește normal degenerat, înrudit mai de-aproape cu chișcarii, sau dacă reprezintă un stadiu precedent evoluției vertebratelor, cum sunt cefalocordatele. Schema originală clasifică mixinele laolaltă cu chișcarii, în Cyclostomata/Agnatha ca cea mai veche clasă supraviețuitoare a vertebratelor. O schemă alternativă sugerează că vertebratele normale, cu maxilare (gnatostomatele, ar fi mai apropiate de chișcari decât de mixinele (adică, Vertebrata include chișcarii dar exclude Myxini). Analizele ADN-ului susțin schema originală.

## Caracteristici fizice

### Trăsături corporale
Mixinele au, în medie, 0,5 m în lungime. Cea mai mare specie cunoscută este Eptatretus goliath, cu un maxim de 127 cm, iar cele mai mici sunt Myxine kuoi și Myxine pequenoi cu doar 18 cm (s-au văzut și specimene de doar 4 cm).
Mixinele au formă de țipar și au coada ca o vâslă. Pielea este puțin mai mare decât corpul, iar din cauza asta formează riduri. Au un craniu cartilaginos, care, în apropierea creierului devine mai degrabă un înveliș fibros. Au un fel de dinți compuși din cheratină. Culoarea depinde de specie, variind de la roz la verde-gri, cu posibile puncte albe sau negre. Ochii sunt doar niște puncte. Mixinele nu au înotătoare. În jurul gurii au între 6 și 8 mustăți (la fel ca somn) și o singură nară. Gura mixinelor are două perechi de dinți pe niște plăci cartilaginoase care se mișcă orizontal, care trag hrana înspre faringe.

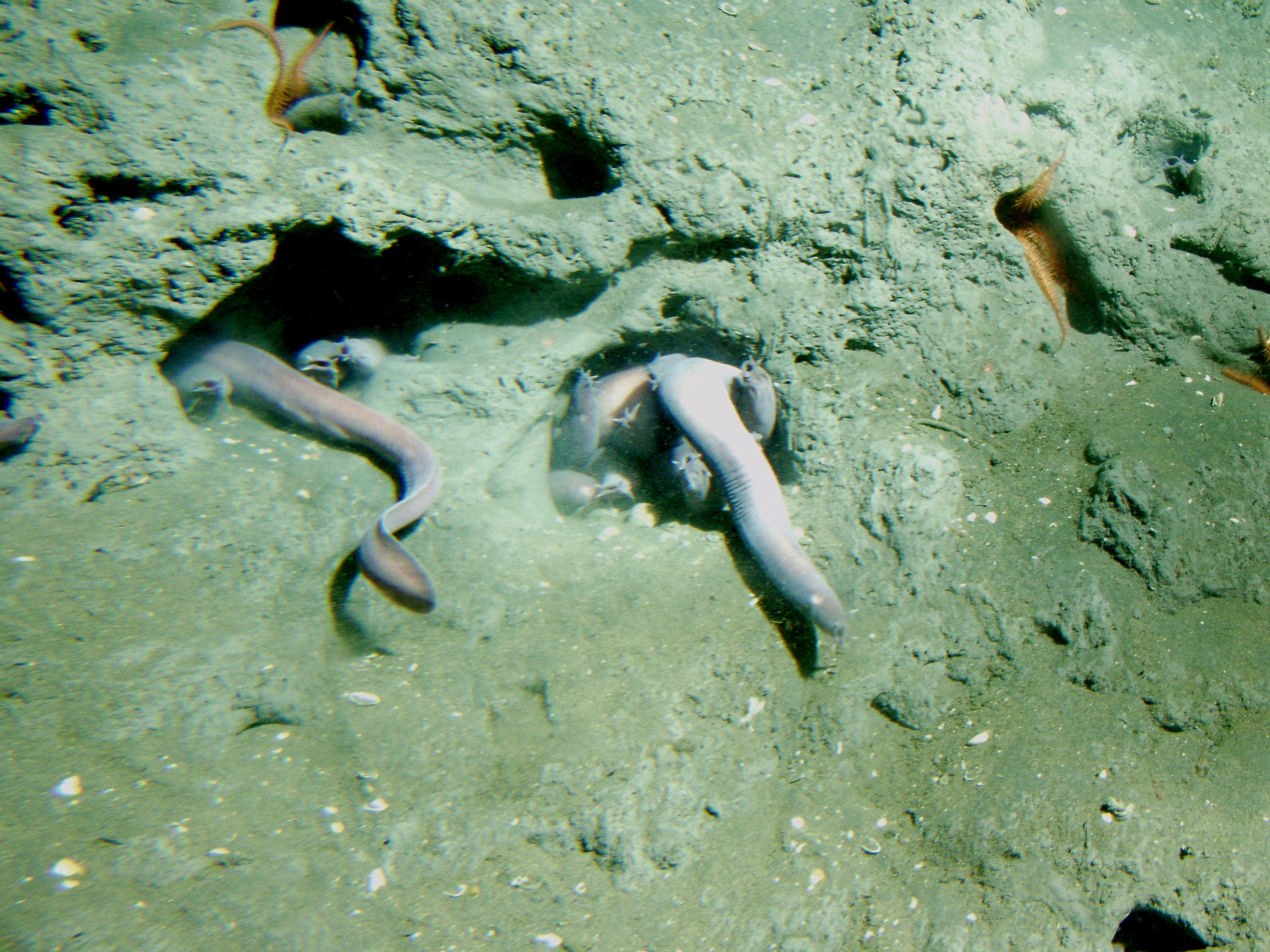
Eptatretus stoutii la 150 m adâncime, în California

### Despre mucus

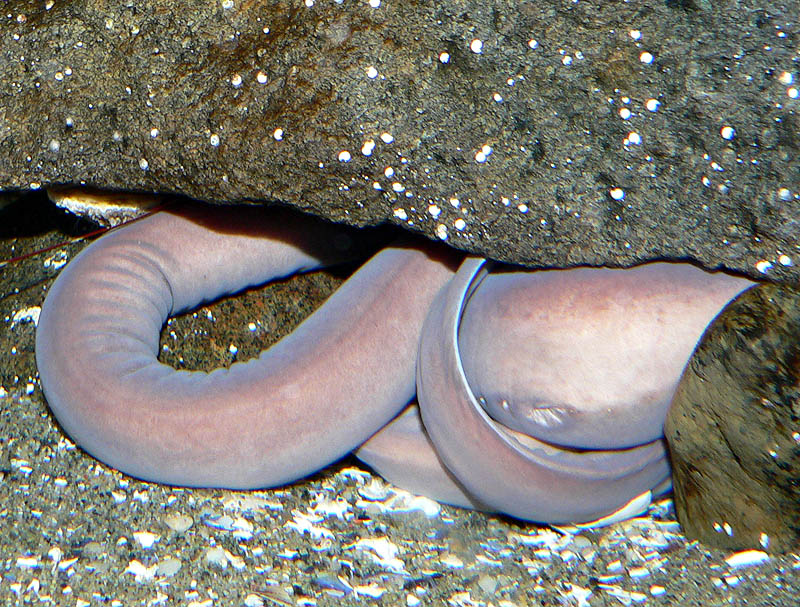
Alt Eptatretus stoutii, încercând să se ascundă sub o piatră

Mixinele  sunt lungi și vermiforme și pot secreta cantități uriașe de mucus fibros din cca. 100 de glande aflate în niște orificii laterale. Specia tip Myxine glutinosa a fost numită după acest obicei. Dacă sunt capturați, mixinele  secretă această substanță, care, la contacul cu apa, se extinde în 20 de litri de lichid vâscos și lipicios. Dacă prădătorul nu cedează, peștele se înnoadă într-un nod simplu care alunecă de-a lungul corpului, îndepărtând mucusul și scăpându-l de prădător. Mucusul lubrifiază corpul peștelui și îl lasă să alunece dintre fălcile prădătorului.
Mucusul reține apa în mucrofilamentele sale, creând o substanță viscoelastică și care nu se dizolvă ușor în apă, mai degrabă decât un simplu gel. El prinde prădătorul ca într-o plasă, iar dacă este pește, îi blochează branhiile. Se pare că peștele mucos se curăță de mucus pentru a nu-i fi blocate și lui branhiile. Dacă această ipoteză este corectă, ar fi una dintre cele mai eficiente strategii evolutive.
Se fac cercetări cu privire la proprietățile și posibilele utilizări ale proteinei fibroase din mucusul mixinelor, mai ales ca o alternativă regenerabilă la produse sintetice, în prezent fabricate din petroleum.

### Respirație
Mixinele respiră absorbind apă în faringele lor, după camera velară. Apa ajunge la branhiile interne, în număr de 5-10 perechi (depinde de specie)

### Ochi
Ochiul mixinelor, care nu are nici cristalin, nici mușchi extraoculari. Are trei nervi cranieni motori (III, IV, VI). Ochiul lor este semnificativ pentru evoluția ochilor complecși. Nu există ochi parietal și nici organ parapineal.
 Ochii myxinilor, când sunt prezenți, pot detecta lumina, dar, din câte se știe, niciunul nu poate vedea imagini detaliate. În genurile Myxine și Neomyxine, ochii sunt parțial acoperiți de musculatură.

## Reproducere

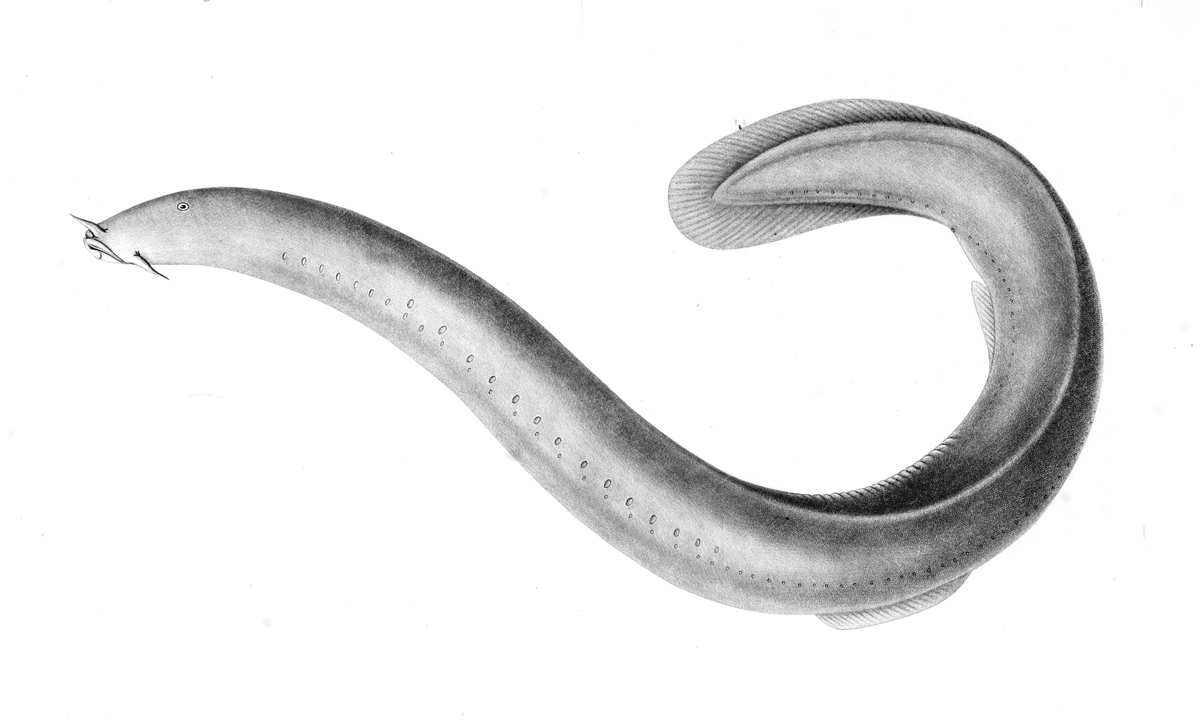
Desenul unui Eptatretus polytrema

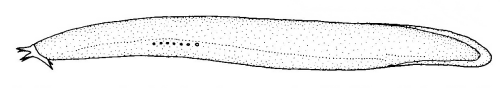
Desenul unui pește mucos neozeelandez

Se știe foarte puțin despre reproducerea mixinelor. Embrionii sunt foarte dificil de obținut pentru studiu, dar înmulțirea în laborator a lui Eptatretus burgeri a dat rezultate bune. În unele specii, raportul dintre femelele și masculii eclozați este chiar de 100:1. Se pare că unele specii sunt hermafrodite, având câte o gonadă de fiecare sex pe individ. În unele cazuri, ovarul femelei rămâne nefuncțional până la o anumită vârstă sau până ajung condiții climatice grele.  Acești doi factori sugerează că rata de supraviețuire la Myxini este destul de ridicată.
Femelele depun de la unul la treizeci de ouă tari, galbene. Acestea tind să se adune în grupuri, pentru că au la un capăt smocuri cu o textură de arici. Myxinii sunt ocazional văzuți încolăciți în jurul unor „ciorchini” de ouă. Nu se știe dacă asta este o încercare de a le proteja sau dacă le fertilizează extern.
Mixinele nu au stadiu larvar, spre deosebire de chișcari, care au unul lung.
Mixinele au un rinichi mezonefrotic și unul pronefrotic. Rinichii sunt goliți prin canalul arhinefric. Spre deosebire de toate celelalte vertebrate, acest canal este separat de tractul reproductiv.
Gonada nu are tract de transportare. În schimb, gameții sunt eliberați în cavitatea corpului și se duc la partea din spate a cozii, unde găsesc o deschidere în sistemul digestiv.

## Hrănire

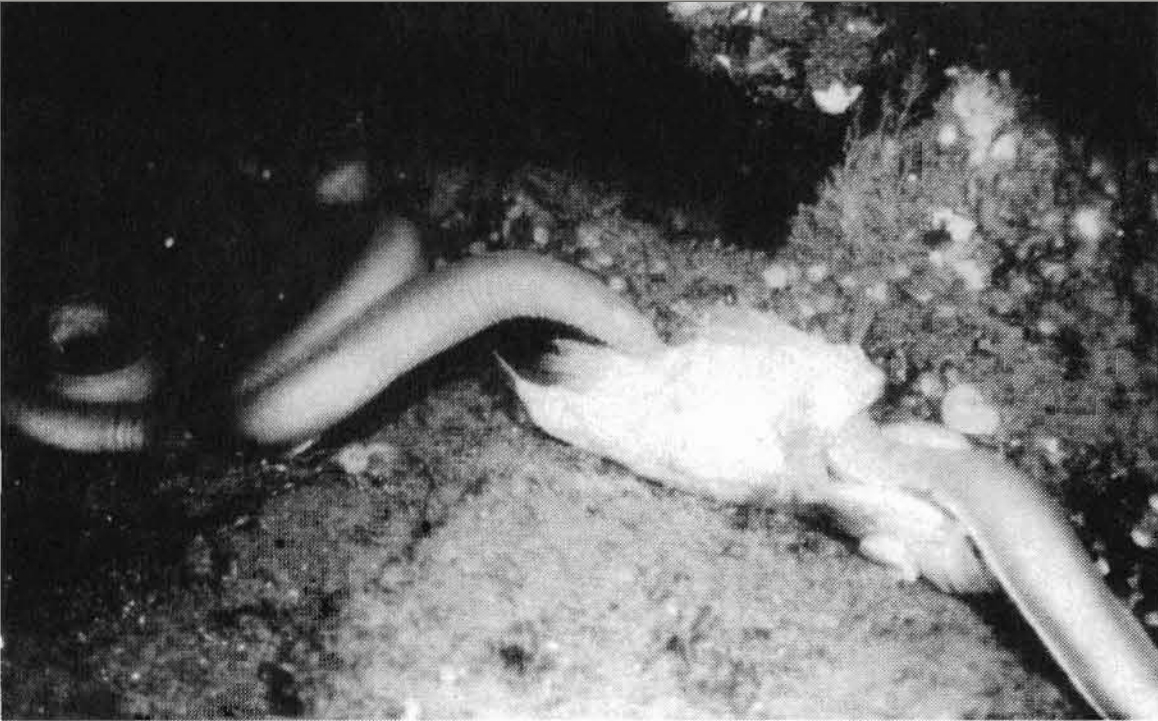
Două mixine hrănindu-se

Principala sursă de hrană sunt viermii policheți. Dar mixinele pot intra în corpurile unor animale moarte / muribunde, mâncându-le conținutul și sfârșind prin a le eviscera. Le mănâncă de dinăuntru afară. Myxinii au abilitatea de a absorbi materia organică dizolvată în apă prin piele și branhii, ceea ce ar putea fi o adaptare la stilul necrofag de hrănire, pentru a-i ajuta să maximizeze cantitatea de hrană mâncată. Dintr-o perspectivă evoluționară, Myxinii sunt o stare de tranziție între nevertebratele acvatice care se hrănesc prin piele și vertebratele cu un sistem digestiv complex.
Au un metabolism încet și pot rezista câteva luni fără să se hrănească. Totuși, mănâncă aproape orice, iar analizele conținutului stomacului unor specimene au arătat că mănâncă polichete, creveți, paguri, caracatițe, stele de mare, pești osoși și cartilaginoși, păsări și balene.
Mixinele sunt dăunătoare pescarilor, pentru că, dacă se prind în năvoadele de adâncime, pot mânca o mare parte din conținutul lor înainte ca acestea să ajungă la suprafață. Cum mixinele stau în grămezi, se mai prind chiar și grupuri de sute de indivizi care pot mânca chiar toată captura.
Tractul digestiv al mixinelor este unic printre cordate pentru că mâncarea este închisă într-o membrană permeabilă, similară cu membrana peritrofică a insectelor.
Mixinele au fost observați vânând activ peștele Cepola haasti în gaura sa, utilizându-și mucusul pentru a sufoca branhiile peștelui înainte de a-l trage afară pentru a-l mânca.

## Clasificare
Recent, mixinele au atras un interes special printre biologi, care-i analizează genetic pentru a le stabili poziția în cadrul încrengăturii Chordata. De obicei, sunt clasificați în Agnatha ca vertebrate simple care fac tranziția de la nevertebrate la Gnathostomata, vertebratele cu fălci. Dar există multă controversă între biologi, dacă nu cumva ar fi nevertebrate.  Această poziție este susținută de biologia moleculară, care îi clasifică ca nevertebrate în subîncrengătura Craniata. O fosilă de mixină arată că au evoluat puțin în ultimii 300 de milioane de ani.
Totuși, validitatea taxonului „Craniata” a fost contestată de Delabre et al. (2002) folosind datele din niște secvențe de ADN mitocondrial. A demonstrat că mixinele sunt mai apropiați de Hyperoartia decât de Vertebrata și că ar forma clada Cyclostomata.

## Foloase comerciale

### Gastronomie

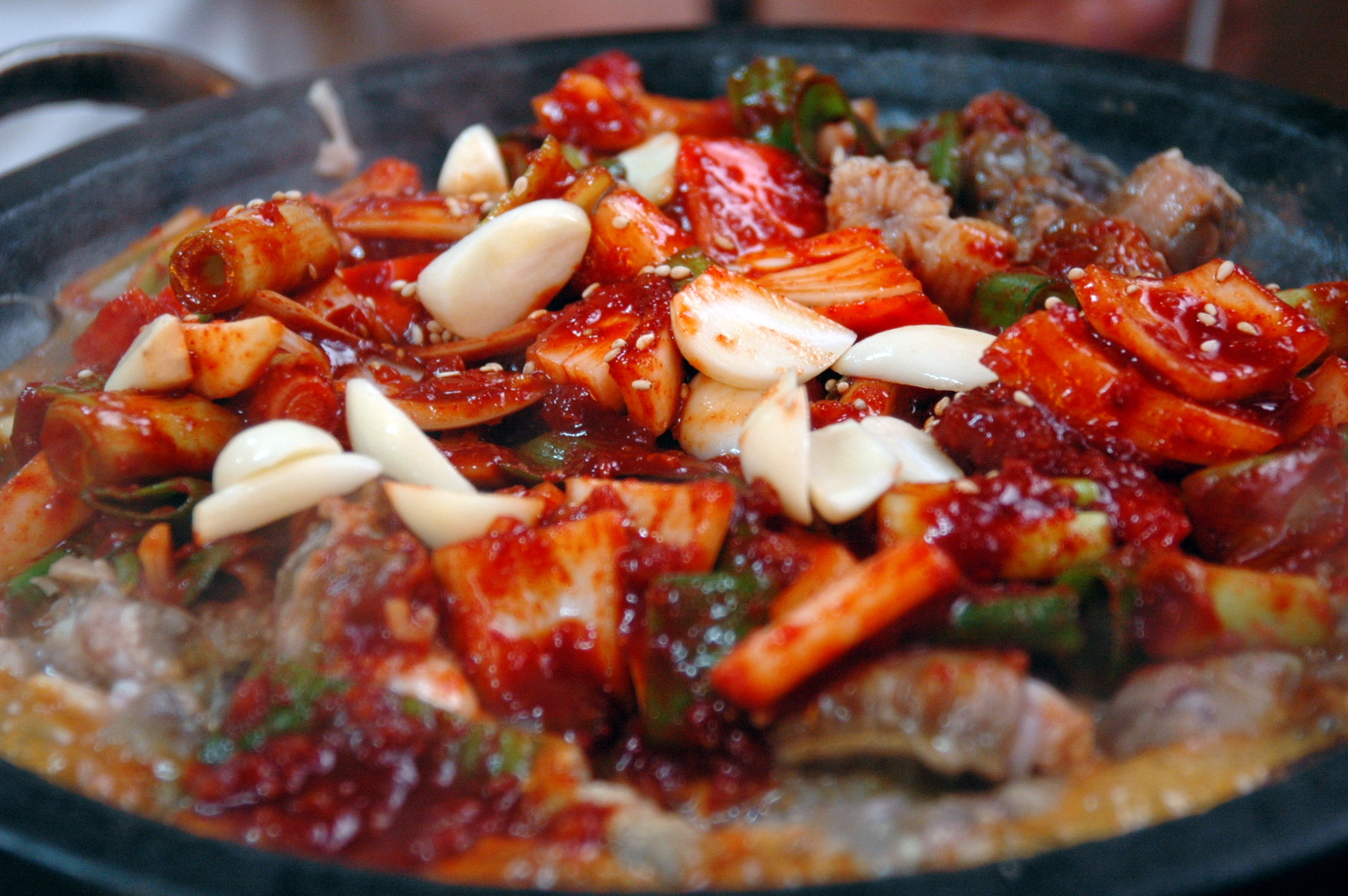
Farfurie cu Kkomjangeo bokkeum (꼼장어 볶음), pește fript coreean la care s-a folosit mucusul mixinei Eptatretus burgeri

Din cauza mucusului și a aspectului urât, mixinele nu sunt, în general, mâncate. Totuși, specia Eptatretus burgeri, găsită în Oceanul Pacific de nord-vest, este folosită la prepararea unor mâncări coreene. Peștele este ținut în viață, pus într-un recipient, iar cineva lovește recipientul cu bățul, pentru a-l enerva și a-l stimula să producă mucus. Mucusul este folosit ca albușul de ou.
Acel Eptatretus burgeri este singurul membru al familiei sale cu un ciclu reproductiv sezonier. Este numit pe coreeană kkomjangeo (꼼장어) sau meokjango (먹장어), iar pe japoneză nuta-unagi (ぬたうなぎ).

### Pielărie
Pielea mixinelor, utilizată într-o varietate de articole de îmbrăcăminte, este numită, în mod incorect, „piele de țipar”. Este destul de durabilă și se folosește mai ales la portofele și curele.

## Cărți
- Bardack, D. (1991). First fossil hagfish (Myxinoidea): a record from the Pennsylvanian of Illinois (Prima mixină fosilă (Myxinoidea): o mostră din era Pennsylvaniană în Illinois). Science, 254, 701–703.
- Bardack, D., and Richardson, E. S. Jr. (1977). New agnathous fishes from the Pennsylvanian of Illinois (Noi pești fără maxilare din era Pennsylvaniană în Illinois). Fieldiana: Geology, 33, 489–510.
- Brodal, A. and Fänge, R. (ed.) (1963). The Biology of Myxine (Biologia Myxinilor), Universitetsforlaget, Oslo.
- Fernholm, B. and Holmberg, K. (1975). The eyes in three genera of hagfish (Eptatretus, Paramyxine and Myxine) – A case of degenerative evolution (Ochii în trei genuri de mixine (Eptatretus, Paramyxine și Myxine) — un caz de evoluție degenerativă). Vision Research, 15, 253–259.
- Hardisty, M. W. (1982). Lampreys and hagfishes: Analysis of cyclostome relationships. In The Biology of Lampreys (Chișcarii și mixinele: Analiza relațiilor dintre ciclostomieni. În Biologia Chișcarilor), (ed. M. W. Hardisty și I. C. Potter), Vol.4B, pp. 165–259. Academic Press, London.
- Janvier, P. (1996). Early vertebrates. Oxford Monographs in Geology and Geophysics (Vertebratele timpurii. Monografiile de la Oxford despre geologie și geofizică), 33, Oxford University Press, Oxford.
- Marinelli, W. and Strenger, A. (1956). Vergleichende Anatomie und Morphologie der Wirberltiere. Myxine glutinosa (Comparația anatomiei și morfologiei vertebratelor. Myxine glutinosa) Franz Deuticke, Viena.
- Yalden, D.W. (1985). Feeding mechanisms as evidence for cyclostome monophyly (Mecanismele de hrănire ca o dovadă a monofiliei ciclostomienilor). Jurnalul Zoologic al Societății Lineene. 84, 291–300.
- Stock, D. W. and Whitt, G. S. (1992). Evidence from 18S ribosomal RNA that lampreys and hagfishes form a natural group (Dovada din ARN-ul ribozomal 18S că chișcarii și mixinele formează un grup natural). Science, 257, 787–789.